# Deive Garcés
Deive Garcés (Caracas, Venezuela, 14 de mayo de 1981) es un modelo y actor venezolano conocido internacionalmente por representar a marcas como Armani y Dolce & Gabbana. Ha sido calificado por la prensa de su país como "el Adonis del siglo XXI".

## Trayectoria como modelo
Comenzó su carrera como modelo en el año 2000 cuando participó del certamen Míster Venezuela representando al estado de Carabobo. En 2001, representó a Venezuela en el International Male Model celebrado en Guatemala y obtuvo el primer puesto.  En 2002, participó en Shanghái (China) del concurso de belleza masculina Manhunt Internacional. En esa ocasión representó a Portugal, ya que como hijo de padres portugueses, tiene tanto la nacionalidad venezolana como la portuguesa.  
Como modelo de pasarela trabajó en Europa junto a diseñadores internacionales como Giorgio Armani, Dolce & Gabbana y Valentino. También desfiló para la marca de ropa Dsquared2.

### Publicidades y gráfica
Como modelo publicitario, Garcés ha participado en más de 60 campañas para marcas como Sony, JC Penny, Toyota, Chevrolet, Banco Mercantil, Movilnet, Avon, Nestea, Jade, Breeze, Coca Cola y Coca Cola Light, Brahma, Cubavera, Digitel, Belmont y Romano, entre otras.  Además, sus producciones fotográficas han aparecido en distintas publicaciones internacionales como Ohlala Mag (EE.UU) y Fugues (Francia).
Deive también ha sido una de las caras promocionales de E! Entertainment para América Latina así como jurado en certámenes de belleza femenino de esa misma cadena.  Quien lo impulsó en Estados Unidos fue la reconocida mánager Mariela Centeno, colocándolo en una de las mejores agencias internacionales de modelos, Whillimina Miami.

## Carrera actoral

### Televisión
- Demente criminal (2015) - René Pacheco
- De todas maneras Rosa (2013-2014) - Ignacio
- Corazón valiente (2012) - Chef amigo de Emma
- Esto es lo que hay (2009) - Él mismo
- ¿Vieja, yo? (2008) - José Enrique Flores "Cheito"
- Ciudad Bendita (2006-2007) - Ricardo

### Teatro
- El cascanueces baila flamenco
- La caja musical
- Bárbara y sus cachorros
- Orgasmos (2009), junto a Norkys Batista.[10]
- Disco Play (2010)[11]
- Amores de barra (2011)

### Cine
- Un té en La Habana (2007), de Fina Torres.[12]
- Cheila, una casa pa´ maíta (2008)
- Jenny 24 horas (2010) -cortometraje-